# Горно Неволяни
 Тази статия е за селото в дем Лерин.  За другото село Неволяни (днес Валтонера) в дем Суровичево вижте Долно Неволяни.  
Горно Неволяни или Неволяни, произнасяно в местния диалект и като Нео̀лани, (на гръцки: Σκοπιά, Скопия, до 1928 година Άνω Νεβόλιανη, Ано Неволяни) е село в Егейска Македония, Република Гърция, в дем Лерин (Флорина), област Западна Македония. Селото е наречено Горно Неволяни, за да се различава от другото леринско Неволяни – Долно Неволяни (Валтонера).

## География
Селото е разположено на 5 километра южно от демовия център Лерин (Флорина) в устието на живописна долина между ридовете на Нередската планина Кула (Гюпка) от север и Лопушки рид от юг тъкмо преди Неволянската река (Матица, Кефалари) да излезе в Леринското поле.

## История

### В Османската империя
Селото е споменато в грамота от 1355 година, в която се казва, че мелница в селото принадлежи на манастира Трескавец.
В османските данъчни регистри от средата на XV век Неволяни е споменато със 116 глави на семейства и един неженен: Пано, Петро, Никола, Яно, Тодор, Николас, Дражо, Димитри, Дабижив, Тошо, Брезо, Йорг, Петро, Калин, Дидое, Станиша и Бойо, и една вдовица Мара. Общият приход за империята от селото е 881 акчета.
В XIX век Неволяни е голямо предимно българско село в Османската империя. В 1848 година руският славист Виктор Григорович описва в „Очерк путешествия по Европейской Турции“ Неволино като българско село. В 1861 година Йохан фон Хан на етническата си карта на долината на Вардар отбелязва Неволяни като българско село.
В края на 1860-те години в училището в Неволяни преподава на гръцки Тодор от Кабасница, по-късно свещеник в Лерин. В 1870 година учител в Неволяни става Спиро Гулабчев, който въвежда в преподаването и българския език и използва взимоучителния метод. През есента на 1871 година след обявяването на схизмата върху Българската екзархия и съответно върху баща му поп Константин Гулабчев, Спиро Гулабчев е принуден да напусне Неволяни и на негово място идва Стерио Христов от Лерин, който до 1874 година преподава на гръцки само четене и смятане, а всички останали предмети – география, история, Закон Божи и т.н. – на български. В 1874 година учител става Тодор Коцев Грозданов от Неволяни.
В „Етнография на вилаетите Адрианопол, Монастир и Салоника“, издадена в Константинопол в 1878 година и отразяваща статистиката на населението от 1873 година Неволено (Névoléno) е посочено като село с 200 домакинства с 390 жители българи и 206 мюсюлмани.
Според статистиката на Васил Кънчов („Македония. Етнография и статистика“) в 1900 година Неволяни има 1260 жители българи и 300 турци. Според Андре Мазон турците в селото са турцизирани албанци.
На Етнографската карта на Битолския вилает на Картографския институт в София от 1901 година Горно Неволяни е смесено село българи, власи, албанци и турци в Леринската каза на Битолския санджак с 340 къщи.
В началото на XX век християнското население на селото е разделено в конфесионално отношение на екзархисти и патриаршисти, но преобладават гъркоманите. Христо Силянов пише, че в началото на 1904 година селото минава под върховенството на Българската екзархия, но по данни на секретаря на екзархията Димитър Мишев („La Macédoine et sa Population Chrétienne“) в 1905 година в Неволяни има 480 българи екзархисти и 1080 патриаршисти, като функционират българско и гръцко училище. На 28 септември 1905 година е извършено клане в Неволяни над местни българи от страна на гръцки андарти.
По време на Балканската война 6 души от Неволяни се включват като доброволци в Македоно-одринското опълчение.

### В Гърция
През войната селото е окупирано от гръцки части и остава в Гърция след Междусъюзническата война. Боривое Милоевич пише в 1921 година („Южна Македония“), че Неволени има 150 къщи славяни християни и 50 къщи турци. След Гръцко-турската война турското население на Неволяни се изселва и на негово място са заселени 74 бежанци от Мала Азия. В 1928 година селото е прекръстено на Скопия.
След разгрома на Гърция от Нацистка Германия през април 1941 година в селото е установена българска общинска власт. В общинския съвет влизат Сотир Кираджиев, Спиро Струмов, Тасе Джинков, Стоян Транчев, Танас Търпков, Ване Волев, Христо Типулов, Васил Транчев, Коста Скендов, Илия Стоинчев.
През март 1946 година съдът в Лерин съди 90 души от Неволяни за участие в българската паравоенна организация Охрана.
След Втората световна война голяма част от населението Неволяни емигрира отвъд океана. Според Тодор Симовски съотношението между местното население и потомците на колонистите гърци е 3 към 1.
| Име      | Име       | Ново име       | Ново име         | Описание                                                                |
| -------- | --------- | -------------- | ---------------- | ----------------------------------------------------------------------- |
| Горче    | Γκόρτσε   | Аграпидия      | Άγραπιδιά        | връх във Вич на ЮЗ от Горно Неволяни (1272 m)                           |
| Кория    | Κουρί     | Дасос          | Δάσος            | местност във Вич на ЮЗ от Горно Неволяни                                |
| Мал тепе | Μαλτεπέ   | Калитеа        | Καλλιθέα         | връх във Вич на Ю от Горно Неволяни (826 m)                             |
| Четирска | Τσετρίσκα | Тетрапотамос   | Τετραπόταμος     | река на И от Горно Неволяни от басейна на Сакулева                      |
| Матица   | Ματίτσα   | Кефалари       | Κεφαλάρι         | реката, която минава през Горно Неволяни от басейна на Сакулева         |
| Липа     | Λιπα      | Фламурия       | Φλαμουριά        | връх във Вич на З от Горно Неволяни (1215 m)                            |
| Гюпка    | Γιόύπκα   | Гифтопула      | Γυφτοπούλα       | връх във Вич на З от Горно Неволяни                                     |
| Буката   | Μπούκατα  | Албани Сотириу | Άλμπάνη Σωτηρίου | гора във Вич на Ю от Горно Неволяни по горното течение на Четирска река |

### Преброявания
- 1913 – 1833 души
- 1920 – 1520 души
- 1928 – 1478 души, от които 26 бежански семейства със 121 души.[23]
- 1940 – 1731 души
- 1951 – 1522 души
- 1961 – 1077 души
- 1971 – 732 души
- 2001 – 571 души
- 2011 – 563 души

## Личности
Родени в Горно Неволяни
- Андон Георгиев Митров – Бошко (1916 – ?), член на ГКП от 1936, партизанин на ЕЛАС (1943 – 1944), войник на ДАГ (1947 – 1949), след разгрома на ДАГ бяга в България, оставя спомени[24]
- Атанас Яначев (Янакиев, 1881 – ?), македоно-одрински опълченец, 1 рота на 6 охридска дружина[25]
- Ване Симе Мице, българин, православен, арестуван преди април 1904 година, обвинен, че е „по време на бунта се присъединил към комитите и участвал в убийството на Исмаил, син на Хюсеин, от село Неволяни“, затворен с решение на Апелативния наказателен съд, лежал в Битолския затвор, амнистиран с общата амнистия от 12 април 1904 година[26]
- Геле, деец на ВМОРО, селски войвода по време на Илинденско-Преображенското въстание в 1903 година[27]
- Георги М. Сотиров, лерински селски войвода на ВМОРО[28]
- Григор Иванов (1883 – 1927), български революционер
- Димитрис Достис (1928 - 2014), гръцки художник
- Димитър Иванов, български опълченец, изпратен от Българското благотворително дружество „Дружба“ в Браила на 8 май 1877 година постъпва в III рота на I дружина на Опълчението, убит на 10 август 1877 година на Шипка[29]
- Илия Видинов (? – 1904), български революционер
- Илия Нушев (1920 – 2005), български учен[30]
- Илия Христов, български революционер от ВМОРО, четник на Стоян Донски[31]
- Кольо (Никола) Мицев, български революционер от ВМОРО, четник на Кузо Попдинов[32] и на Бончо Василев[33]
- Коста Тасев (1870 – ?), македоно-одрински опълченец, 1 рота на 6 охридска дружина, носител на орден „За храброст“ IV степен[34]
- Лазар Танчев, македоно-одрински опълченец, 1 рота на 6 охридска дружина, носител на орден „За храброст“ IV степен,[35] емигрант в САЩ и активен член на МПО „Пелистер“, гр. Акрон, Охайо[36]
- Мице Симев (1874 – ?), македоно-одрински опълченец, 1 рота на 6 охридска дружина[37]
- Мице Стефанов (1867 – ?), македоно-одрински опълченец, 1 рота на 6 охридска дружина, носител на орден „За храброст“ IV степен[38]
- Наум Василев, македоно-одрински опълченец, 1 рота на 6 охридска дружина, носител на орден „За храброст“ IV степен[39]
- Наум Христов (1862 – 1940), български учител
- Номе Наце, българин, православен, арестуван преди април 1904 година, обвинен, че е „по време на бунта се присъединил към комитите и участвал в убийството на Исмаил, син на Хюсеин, от село Неволяни“, затворен с решение на Апелативния наказателен съд, лежал в Битолския затвор, амнистиран с общата амнистия от 12 април 1904 година[26]
- Петър Христов, български революционер
- Ристо Георги, българин, православен, арестуван преди април 1904 година, обвинен в „присъединяване към българския бунтовнически комитет и употреба на оръжие против султанската войска“,[40] осъден от Извънредния съд на 4 години каторга, лежал в Битолския затвор, амнистиран с общата амнистия от 12 април 1904 година[41]
- Стефанос Папанастасиу (р. 1945), гръцки политик, кмет на Лерин
- Стефо Ефтим, българин, православен, арестуван преди април 1904 година, обвинен в „присъединяване към българския бунтовнически комитет и употреба на оръжие против султанската войска“, осъден от Извънредния съд на 4 години каторга, лежал в Битолския затвор, амнистиран с общата амнистия от 12 април 1904 година[40]
- Стоян Трайчев - Стефо (? – 1944), гръцки комунист, неграмотен, член на КПГ от 1941 година, партизанин на ЕЛАС от 1943 година, арестуван на 16 януаари 1944 година от български части, затворен в Лерин, където умира през лятото на 1944 година[42]
- Траян Тибе, българин, православен, арестуван преди април 1904 година, обвинен, че е „по време на бунта се присъединил към комитите и участвал в убийството на Исмаил, син на Хюсеин, от село Неволяни“, затворен с решение на Апелативния наказателен съд, лежал в Битолския затвор, амнистиран с общата амнистия от 12 април 1904 година[26]
- Христо Димитров, български революционер от ВМОРО, четник на Петър Христов Германчето[43]
- Христо Костов (1869 – ?), македоно-одрински опълченец, 2 рота на 13 кукушка дружина[44]
- Христо Мице Тасе, българин, православен, арестуван преди април 1904 година, обвинен, че е „по време на бунта се присъединил към комитите и участвал в убийството на Исмаил, син на Хюсеин, от село Неволяни“, затворен с решение на Апелативния наказателен съд, лежал в Битолския затвор, амнистиран с общата амнистия от 12 април 1904 година[26]

Български общински съвет в Неволяни в 1941 година
- Сотир Кираджиев
- Спиро Струмов
- Тасе Джинков
- Стоян Транчев
- Танас Търпков
- Ване Волев
- Христо Типулов
- Васил Транчев
- Коста Скендов
- Илия Стоинчев[17]